# Kalimantong
Kalimantong is een bestuurslaag in het regentschap Sumbawa Barat van de provincie West-Nusa Tenggara, Indonesië. Kalimantong telt 1128 inwoners (volkstelling 2010).